# Cnemaspis dezwaani
Cnemaspis dezwaani là một loài thằn lằn trong họ Gekkonidae. Loài này được Das mô tả khoa học đầu tiên năm 2005.